# Prosinec
Prosinec is een plaats in de gemeente Dubravica in de Kroatische provincie Zagreb. De plaats telt 112 inwoners (2001).